# Рюдіґер Сафранскі

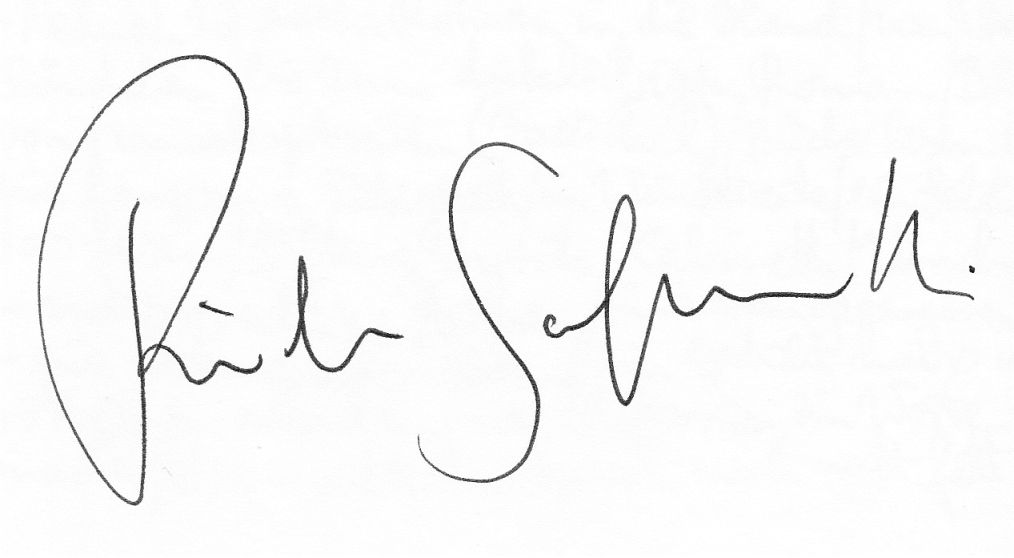
Підпис Рюдіґера Сафранскі

Рюдіґер Сафранскі (*1 січня 1945, Ротвайль) — німецький літературознавець, філософ і письменник.

## Біографія
Сафранські виріс під формувальний впливом своєї пієтистської бабусі. Хоча його батьки були нерелігійними, вони тут були невеликої противагою поглядам бабусі, оскільки були переважно відсутні через роботу, тож не дивно, що Сафранскі після навчання в гуманістичній середній школі в Ротвайлі захотів вивчати теологію. Однак, пройшовши обов'язкове дияконство за півроку до вступу, він відмовився від свого задуму. Натомість з 1965 року він вивчав філософію (зокрема у Теодора В. Адорно), німецьку мову, історію та історію мистецтва в університетах Франкфурта-на-Майні та Берліна. У 1970 році він був одним із засновників маоїстської комуністичної партії Німеччини (KPD/AO). З 1972 по 1977 рік працював науковим співробітником німецького відділу Вільного університету Берліна, а в 1976 році захистив докторську дисертацію на тему розвитку робітничої літератури у Федеративній Республіці.
З 1977 року Сафранскі працював співвидавцем і редактором Berliner Hefte. З 1977 до 1982 рік працював лектором з освіти дорослих, а з 1987 року жив у Берліні як незалежний письменник.
Відомий своїми монографіями про Фрідріха Шиллера, Е. Т. А. Гофмана, Артура Шопенгауера, Фрідріха Ніцше, Йоганна Вольфганга фон Гете та Мартіна Гайдеггера. З 1994 року є членом Німецького ПЕН-центру, а з 2001 року — членом Німецької академії мови та поезії в Дармштадті. З 2002 по 2012 рік разом із Петером Слотердайком представляв на ZDF популярну програму «Філософський квартет». Влітку 2012 року Академічний сенат Вільного університету Берліна призначив Рюдігера Сафранскі почесним професором кафедри філософії та гуманітарних наук.
З вересня 2012 по травень 2014 Сафранскі брав участь у програмі «Літературний клуб» на швейцарському телебаченні разом з Ельке Гайденрайх та Гільдеґард Елізабет Келлер, модератором якої був Стефан Цвайфель. У 2015 році його запросили виступити з промовою на відкритті Зальцбурзького фестивалю.
Наприкінці 2015 року Сафранскі дистанціювався від німецької політики щодо біженців і, зокрема, від так званої «культури привітання», яка «розважає тільки на деякий час». Він говорив про «незабаром багато мільйонів» біженців і пояснив, що наступна хвиля біженців з Афганістану вже насувається. Він сказав Die Welt: «Політики прийняли рішення затопити Німеччину». Тоді публіцист Георг Зесслен звинуватив його, а також Петера Слотердайка, у тому, що вони підхопили антимодерний дискурс політичної правиці та сприяли тому, що раціональна дискусія про біженців стала неможливою. Сексуально інтерпретовані метафори в дискусії про біженців, наприклад, метафори «потопу», були достатньо проаналізовані, тож Сафранскі не міг не знати про те, як їх інтерпретують.
У 2005 році Рюдігер Сафранскі і його давня партнерка Гізела Ніклаус одружилися. З 2009 року він мешкає в Баденвайлері.

## Вибрані публікації

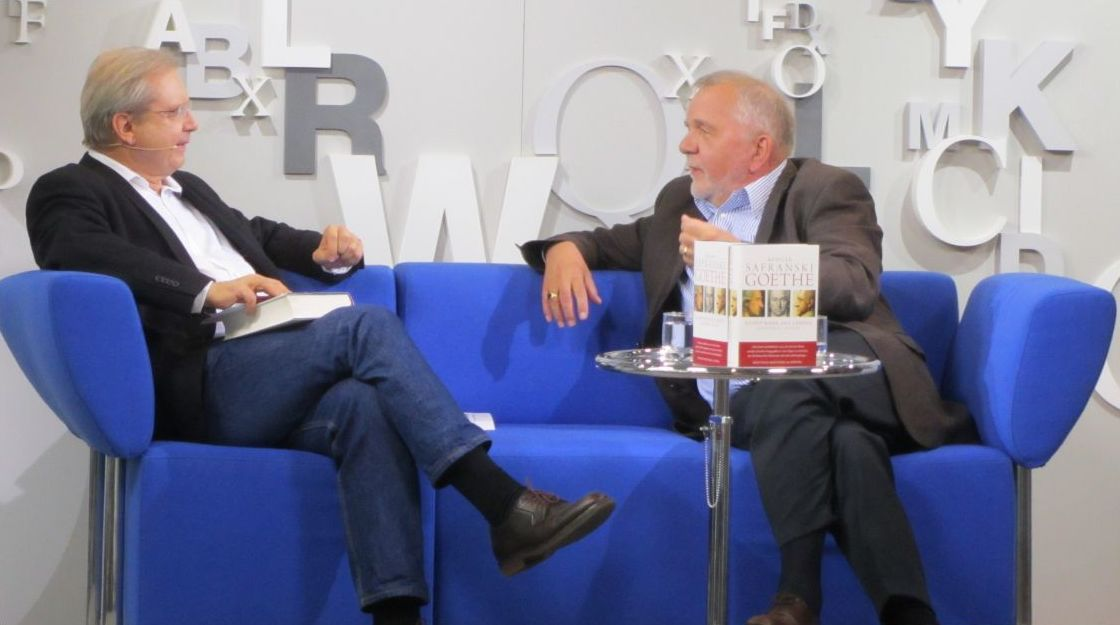
Рюдігер Сафранскі (праворуч) на Блакитному дивані під час Франкфуртського книжкового ярмарку 2013 року

- Studien zur Entwicklung der Arbeiterliteratur in der Bundesrepublik. Berlin 1977, DNB 780724062 (Dissertation FU Berlin, Fachbereich 16 — Germanistik, 1976, 307 Seiten).
- E.T.A. Hoffmann. Das Leben eines skeptischen Phantasten. Hanser, München u. a. 1984, ISBN 3-446-13822-6.
- Schopenhauer und die wilden Jahre der Philosophie. Eine Biographie. 2. Aufl. Hanser, München u. a. 1988, ISBN 3-446-14490-0.
- Wieviel Wahrheit braucht der Mensch? Über das Denkbare und das Lebbare. Hanser, München u. a. 1990, ISBN 3-446-16045-0.
- Ein Meister aus Deutschland. Heidegger und seine Zeit. Hanser, München u. a. 1994, ISBN 3-446-17874-0.
- Das Böse oder Das Drama der Freiheit. Hanser, München 1997, ISBN 3-446-18767-7.
- Friedrich Nietzsche. Biographie seines Denkens. Hanser, München u. a. 2000, ISBN 3-446-19938-1.
- Wieviel Globalisierung verträgt der Mensch? Hanser, München u. a. 2003, ISBN 3-446-20261-7.
- Schiller oder die Erfindung des Deutschen Idealismus. Hanser, München u. a. 2004, ISBN 3-446-20548-9.
- Schiller als Philosoph — Eine Anthologie. wjs-Verlag, Berlin 2005, ISBN 3-937989-08-0.
- Romantik. Eine deutsche Affäre. Hanser, München u. a. 2007, ISBN 978-3-446-20944-2.
- Goethe und Schiller. Geschichte einer Freundschaft. Hanser, München u. a. 2009, ISBN 978-3-446-23326-3.
- Goethe. Kunstwerk des Lebens. Biografie. Hanser, München. 2013. ISBN 978-3-446-23581-6; Fischer Taschenbuch, Frankfurt am Main 2015, ISBN 978-3-596-19838-2. (Platz 1 der Spiegel-Bestsellerliste vom 9. bis zum 29. September 2013)
- Zeit, was sie mit uns macht und was wir aus ihr machen. Hanser, München 2015, ISBN 978-3-446-23653-0.
- Der Weg aus der Festung. Reflexion zum Text der Kantate Er rufet seinen Schafen mit Namen von Johann Sebastian Bach. J. S. Bach-Stiftung, 2015.
- Hölderlin. Komm! ins Offene, Freund! Biographie, Hanser, München 2019, ISBN 978-3-446-26408-3.

## Інтерв'ю
- Peter Voß: «Sind wir Deutsche hoffnungslose Romantiker, Herr Safranski?» Interview auf 3sat, 12. Oktober 2007, Hörfassung auf SWR2, 20. Oktober 2007
- Max Lorenzen: Philosophie macht die Welt geräumig. Gespräch mit Rüdiger Safranski (Memento vom 4. November 2013 im Internet Archive), Marburger Forum, 4. November 2013
- Judith Hecht: Safranski: «Den politischen Islam will ich nicht bei uns haben.» Interview in: Die Presse, 20. März 2016
- René Scheu: Safranski: «Die Angst vor dem politischen Islam ist da, doch singt man laut im Walde.» Interview in: NZZ, 6. Mai 2017
- Joachim Scholl: Rolf Peter Sieferle und sein «Finis Germania» — Eine «fahrlässige und hysterische» Debatte. Interview in: Deutschlandfunk Kultur, 25. Juni 2017
- Sebastian Hammelehle: «Es gibt keine Pflicht zur Fremdenfreundlichkeit». SPIEGEL-Gespräch mit dem Philosophen Rüdiger Safranski über die Frage, ob Rechte und Linke noch miteinander reden können. In: Der Spiegel. 12/2018 vom 17. März 2018, S. 116–119; Zusammenfassung: Safranski beklagt «inflationäres Geschwätz von Islamophobie» in: WELT, 17. März 2018.
- Rüdiger Safranski: «Klassiker! Ein Gespräch über die Literatur und das Leben mit Michael Krüger und Martin Meyer». Carl Hanser Verlag, München, 2019.

## Нагороди
- 1995: Премія Фрідріха Меркера для есеїстів
- 1996: Медаль Вільгельма Гайнзе Академії наук і літератури Майнца
- 1998: Премія Ернста Роберта Куртіуса за есеїстику
- 2000: Премія Фрідріха Ніцше, штат Саксонія-Ангальт
- 2003: Міжнародна премія Фрідріха Ніцше італійського товариства Ніцше
- 2005: Премія Лейпцизького книжкового ярмарку в категорії нехудожня література / есе за книжку"Шиллер або Винахід німецького ідеалізму"
- 2006: Премія Фрідріха Гельдерліна міста Бад-Гомбург ; Літературна премія газети Die Welt
- 2009: Коріне — Міжнародна книжкова премія, Почесна премія прем'єр-міністра Баварії за його життєву діяльність
- 2009: Хрест за заслуги 1. Клас Федеративної Республіки Німеччина
- 2010: Курець люльки року, почесна нагорода тютюнової промисловості
- 2010: Почесне кільце Пауля Вацлавіка[10]
- 2011: Мистецька премія Верхньої Швабії
- 2011: Філософська премія міста Альгой
- 2013: Зірка року вечірньої газети Мюнхена в категорії «Нехудожня література»[11]
- 2014: Премія Фонду Йозефа Піпера
- 2014: Премія з літератури Фонду Конрада Аденауера
- 2014: Премія Томаса Манна
- 2017: Премія Людвіга Берна
- 2017: Медаль Е. Т. А. Гофмана від Товариства Гофмана[12]
- 2018: Німецька національна премія[13]